# Замятино (городской округ Солнечногорск)
Замятино — деревня в Московской области России. Входит в городской округ Солнечногорск. Население — 578 чел. (2010).

## География
Деревня расположена на северо-западе Московской области, в северо-западной части округа, примерно в 10 км к западу от центра города Солнечногорска, у истоков впадающей в Истру реки Палишни. В деревне две улицы — Боровая и Лесная. Ближайшие населённые пункты — деревни Погорелово, Поповка и Шапкино.

## Население
| 1852 | 1859 | 1890 | 1899 | 1926 | 1932 | 1966 |
| ---- | ---- | ---- | ---- | ---- | ---- | ---- |
| 186  | →186 | ↘127 | ↗247 | ↘191 | ↗207 | ↘66  |
| 1998 | 2002 | 2010 |      |      |      |      |
| ↘13  | ↗624 | ↘578 |      |      |      |      |

## История
В середине XIX века сельцо Замятино 1-го стана Клинского уезда Московской губернии принадлежало коллежскому советнику Григорию Францевичу Бенецкому, было 24 двора, крестьян 101 душа мужского пола, 85 душ женского пола.
В «Списке населённых мест» 1862 года — владельческое сельцо Клинского уезда по правую сторону Санкт-Петербурго-Московского шоссе, в 14 верстах от уездного города и 12 верстах от становой квартиры, при колодцах, с 26 дворами и 186 жителями (100 мужчин, 86 женщин).
По данным на 1899 год — деревня Троицкой волости Клинского уезда с 247 душами населения.
В 1913 году — 37 дворов и помещичьи усадьбы Фон-Ливис и Новожилова.
По материалам Всесоюзной переписи населения 1926 года — центр Замятинского сельсовета Троицкой волости Клинского уезда в 8,5 км от Ленинградского шоссе и 5,3 км от станции Покровка Октябрьской железной дороги, проживал 191 житель (86 мужчин, 105 женщин), насчитывалось 39 крестьянских хозяйств.
С 1929 года — населённый пункт в составе Солнечногорского района Московского округа Московской области. Постановлением ЦИК и СНК от 23 июля 1930 года округа как административно-территориальные единицы были ликвидированы.
С 1994 до 2006 гг. деревня входила в Обуховский сельский округ Солнечногорского района.
С 2005 до 2019 гг. деревня включалась в Кривцовское сельское поселение Солнечногорского муниципального района.
С 2019 года деревня входит в городской округ Солнечногорск, в рамках администрации которого относится с территориальному управлению Кривцовское.